# Mesquer

Mesquer este o comună în departamentul Loire-Atlantique, Franța. În 2009 avea o populație de 1,710 de locuitori.